# 사뮈엘 지라르
사뮈엘 지라르(프랑스어: Samuel Girard, 1996년 6월 26일~)는 캐나다의 쇼트트랙 선수이다. 2018년 동계 올림픽 남자 1000m 종목에서 캐나다 선수로는 처음으로 금메달을 획득하였다. 또 세계 쇼트트랙 선수권 대회와 여러 월드컵 대회에서 금 4개와 은 3개, 동 2개를 획득한 바 있다.

## 경력
2016년 세계 쇼트트랙 선수권 대회에 캐나다 대표로 출전해 1000m에서 같은 팀의 샤를 아믈랭에 이어 은메달을 차지하였으며 5000m 계주에서도 은메달을 획득하였다. 이 같은 기록 향상으로 지라르는 캐나다 매체로부터 큰 화제를 불러모으며 '제2의 아믈랭'이라는 별명이 붙었다. 그러나 지라르 본인은 제2의 아믈랭이라는 별명에 대해 "저는 제2의 샤를 아믈랭이 아니라 사뮈엘 지라르가 될 것"이고 이번 경기는 나의 경력이 되는 것이라 답했다. 또 "샤를이 걸었던 길을 따르고 싶으며, 그와 스케이팅을 하는 것은 상당히 뜻깊은 일"이라고도 말했다.
그 다음 시즌, 네덜란드 로테르담에서 열린 2017년 세계 쇼트트랙 선수권 대회에서는 1500m에서 은메달을 차지하고, 종합순위 3위에 오르며 더욱 늘어난 기량을 확인시켜 주었다.

### 2018년 동계 올림픽
2017년 8월 지라르는 대한민국 평창에서 열리는 2018년 동계 올림픽을 앞두고 캐나다 국가대표로 선발되었다.
2018년 2월 남자 1000m 경기에서 아믈랭과 함께 준결승에 진출하였다. 준결승에서는 아믈랭에게 밀려 결승 진출에 실패했지만 비디오 판독 결과 아믈랭이 지라르의 진로를 방해한 것으로 드러나 페널티를 받고 실격 처리되면서 결승에 진출할 수 있었다. 결승전에서 지라르는 처음부터 밀고 나가 선두를 유지하고 뒤로 치고받도록 놔두는 전략을 썼다. 그리고 지라르의 뒤에서 바짝 쫓던 대한민국의 서이라와 임효준이 헝가리의 류 사오린 샨도르와 충돌하여 넘어지면서 지라르의 전략이 빛을 보게 되었다. 이로서 지라르는 남자 1000m 금메달을 획득하였고 캐나다 선수로는 처음으로 쇼트트랙 1000m 종목에서 우승하게 되었다. 남자 5000m 계주에서는 동메달을 획득했다.